# NGC 2232
NGC 2232 је расејано звездано јато у сазвежђу Једнорог које се налази на NGC листи објеката дубоког неба.
Деклинација објекта је - 4° 45' 30" а ректасцензија 6h 27m 15,0s. Привидна величина (магнитуда) објекта NGC 2232 износи 4,2. NGC 2232 је још познат и под ознакама OCL 545.